# 大卫·奇尔顿·菲利浦斯
埃尔斯米尔的菲利普斯男爵大卫·奇尔顿·菲利浦斯，KBE，FRS（英語：David Chilton Phillips, Baron Phillips of Ellesmere，1924年3月7日—1999年2月23日），英国结构生物学家，在学界和政界都有一定影响力。